# NGC 1051
NGC 1051 este o low-surface-brightness galaxy⁠(d) situată în constelația Balena. A fost descoperită în 27 noiembrie 1880 de către Édouard Stephan⁠(d). Se află la o distanță de 22,49 de megaparseci de Pământ.